# Далекосхідна армія
Далекосхідна армія — військове об'єднання козацьких і білоповстанських частин на Далекому Сході (20 лютого 1920 року — 12 вересня 1921), сформована колишнім отаманом Забайкальського козацького війська генерал-лейтенантом Г. М. Семеновим з трьох корпусів військ Східного фронту, під командуванням якого брала активну участь у боях з Народно-революційною армією Далекосхідної Республіки і червоними партизанами в Забайкаллі з квітня по жовтень 1920 року, створивши так звану «Читинську пробку». Досягла максимальної чисельності восени 1920 року — 29 тисяч чоловік. У листопаді 1920 року Далекосхідна армія перебазувалася до Примор'я, де продовжувала боротьбу до листопада 1922 року.

## Створення
У січні 1920 року в Забайкаллі пробилися в ході Сибірського льодового походу частини 2-ї і 3-ї Армій Колчака і Каппеля. У лютому 1920 року ці частини були об'єднані з 6-м східносибірським корпусом отамана Г. М. Семенова у збройні сили Російської Східної околиці. Московська група військ генерала С. Н. Войцеховського по приході в Читу, 15 березня 1920 року, стала іменуватися Далекосхідною (Білою) армією у складі трьох корпусів [Архівовано 6 березня 2022 у Wayback Machine.].
27 квітня 1920 року частини сформували Далекосхідну армію (наказ № 311 головкому Г. М. Семенова) і включали 1-й Забайкальський корпус (Читинська стрілецька і Маньчжурська особлива отамана Семенова дивізії), 2-й Сибірський корпус (Іркутська і Омська стрілецькі дивізії, Добровольча бригада і Сибірський козацький полк), 3-й Поволзький корпус (Уфімська, Зведена стрілецька і Оренбурзька козацька дивізії, Волзька зведена окрема ім. генерала Каппеля і 1-а окрема кавалерійська бригади). У Забайкаллі в 1920 році Далекосхідна армія билася з противником спільно з козацькими військами Східної околиці (Забайкальською козацькою дивізією, Амурською і Уссурійською козацькими бригадами) та Азійською (інородчеською) кінною дивізією (бурят-монгольські і тунгуські кінні з'єднання).

## У Забайкаллі
У квітні 1920 року Далекосхідна армія відбила дві спроби НРА ДВР на заході і Амурського фронту на сході, щоб пробитися до Чити. Влітку йшли локальні бої. У серпні-вересні 1920 року стало обговорюватися питання про евакуацію збройних сил Східної околиці, в тому числі і Далекосхідної армії, із Забайкалля до Примор'я, де знаходилися основні склади з боєприпасами та озброєнням. На відміну від командирів армії Колчака отаман Г. М. Семенов був категорично проти даного плану, вважаючи, що у червоних частин в даний момент немає достатніх сил для прориву Читинської пробки. Але 1 жовтня 1920 начальник Штабу головнокомандувача Н. А. Лохвицький самовільно, порушивши наказ головнокомандувача Г. М. Семенова, почав евакуацію 3-го корпусу Далекосхідної армії, створивши пролом у східній обороні, і тим самим дав можливість Амурському фронту партизанських загонів перейти в наступ. Скориставшись даними проривом партизан, НРА ДВР в середині жовтня почала наступ. Після чого Г. М. Семенов був змушений погодитися на виведення своїх військ із Забайкалля. До листопада 1920 року всі частини Далекосхідної армії були евакуйовані.

## В Уссурійському краї
Під час перекидання військ по КВЖД Далекосхідна армія була майже повністю роззброєна китайською владою. У Примор'ї, головним чином на території залізниці від станції Гродеково до Уссурійську, солдати і офіцери перебували під виглядом приїхавших на працевлаштування з Маньчжурії до Примор'я. Наказами головнокомандуючого всіма збройними силами і похідного отамана всіх козацьких військ Російської східної околиці Г. М. Семенова N 700/а, 703/а, 705/а від 25, 28 і 30 листопада 1920 року всі штаби і установи Далекосхідної армії були оголошені розформованими і перебували в стані реорганізації.
Частина військ Далекосхідної армії, вийшли з-під командування Г. М. Семенова, включаючи командування 2-го і 3-го корпусів, відмовилася підкорятися його наказам. Ці війська взяли активну участь в поваленні Тимчасового уряду Приморської обласної земської управи, на чолі якого стояв більшовик Антонов, і у встановленні влади тимчасового Приамурського уряду на чолі з С. Д. Меркуловим в травні 1921 року.
Наказом Приамурського тимчасового уряду N 36 від 1 червня 1921 року командувач Далекосхідної армії генерал-лейтенант Вержбицький був призначений командувачем усіма військами, що знаходяться на території Приамурської області, а штаб армії було розформовано і передано на формування штабу військ Приамурського тимчасового уряду (накази командувача військами Приамурського тимчасового уряду N 1, 32 від 1 і 18 червня 1921 року).
У зв'язку з невизнанням уряду Меркулова Г. М. Семенова як головнокомандуючого всіма військами і від'їздом останнього за кордон, всі управління, установи армії, що знаходилися під його командуванням, були оголошені розформованими, а особовий склад переданий у розпорядження командувача Гродековської групи військ генерал-лейтенанта Ф. Л. Глібова, яка з 12 вересня 1921 була підпорядкована Приамурському тимчасовому уряду і склала основу збройних сил Приамурського державного утворення, надалі — перейменована у Земську рать.

## Командний склад Далекосхідної армії
Верховний Головнокомандувач Далекосхідної армії
- Генерал-лейтенант (отаман Забайкальського козацького війська) Семенов Г. М.

Командувачі армією:
- Генерал-майор Войцеховський С. А. (20 лютого — 27 квітня 1920)
- Генерал-лейтенант Лохвицький Н. А. (27 квітня — 22 серпня 1920),
- Генерал-лейтенант Вержбицький Г. А. (23 серпня 1920 — травня 1921).

Начальники штабу армії:
- Генерального штабу генерал-майор Акінтіевскій К. К. (3 травня — 28 липня 1920),
- Генерального штабу генерал-майор Пучков Ф. А. (28 липня 1920 — 18 червня 1921).

Командири корпусів:
- 1-й Забайкальський — ** Генерал-лейтенант Д. Ф. Семенов (10 березня — 23 червня 1920),
  - Генерал-майор Г. Е. Мацієвський (з 23 липня 1920);
- 2-й Сибірський — ** Генерал-лейтенант Вержбицький Г.А. (лютий — 23 серпня 1920),
  - Генерал-майор І. С. Смолін (з 23 серпня 1920);
- 3-й Поволзький — ** Генерал-майор В. М. Молчанов.

Місце дислокації штабу: м. Чита, ст. Гродеково, місто Микольск-Уссурійський.